# Boris Michajlov (fotograf)
Boris Michajlov (* 25. srpna 1938 Charkov; ukrajinsky Борис Андрійович Михайлов, Boris Andrijovyč Mychajlov, německy Boris Mikhailov) je ukrajinský fotograf.

## Život a dílo
Narodil se v ukrajinském Charkově (bývalém Sovětském svazu). Původně byl zaměstnán jako inženýr, ale následně o místo přišel, protože KGB našla jím vytvořené fotografické akty. Michajlov se ale nadále věnoval fotografii jako koníčku. Jeho dílo 60. a 70. let 20. století se vyznačuje kritickým postojem vůči tehdejšímu stavu společnosti v totalitním prostředí. Je to vidno například v Red series, kde je jednotícím prvkem všech fotografií tehdy všudypřítomná rudá barva. Jeho dílo však bylo plně doceněno až po pádu Východního bloku. I po roce 1990 se nadále věnuje tvůrčí práci. Nově nabytá svoboda vyjádření dala vzniknout radikálnímu souboru panoramatických fotografií s názvem At dusk, kde Michajlov odkrývá krutou každodenní realitu ulice. Zároveň se zde objevují fotografie mrzáků a bezdomovců – toto téma se objevuje i v jeho pozdějších projektech jako Case history nebo Tea Coffee Cappuccino. Michajlov přitom neusiluje o to někoho svými fotografiemi dojmout, právě naopak. Zachycuje bezdomovce jako jedince, kterému se nepodařilo adaptovat na společenské změny s nástupem nového režimu. V současné době žije Boris Michajlov převážně v Berlíně.
Dnes je považován za jednoho z nejvýznamnějších umělců pocházejících z bývalého Sovětském svazu.